# Европско првенство у атлетици на отвореном 1962 — бацање кладива за мушкарце
Такмичење у бацању кладива у мушкој конкуренцији на 7. Европском првенству у атлетици 1962. одржано је 15. и 16. септембра у Београду на стадиону ЈНА.
Титулу освојену у Стокхолму 1958, није одбранио Тадеуш Рут из Пољске.

## Земље учеснице
Учествовало је 20 такмичара из 12 земаља. 
1. Аустрија (1)
2. Бугарска (1)
3. Југославија (1)
4. Мађарска (2)
5. Немачка (3)
6. Норвешка (1)
7. Пољска (3)
8. Совјетски Савез (3)
9. Финска (1)
10. Чехословачка (2)
11. Швајцарска (1)
12. Шведска (1)

## Рекорди
| Рекорди пре почетка Европског првенства 1962.     | Рекорди пре почетка Европског првенства 1962. | Рекорди пре почетка Европског првенства 1962. | Рекорди пре почетка Европског првенства 1962. | Рекорди пре почетка Европског првенства 1962. | Рекорди пре почетка Европског првенства 1962. |
| ------------------------------------------------- | --------------------------------------------- | --------------------------------------------- | --------------------------------------------- | --------------------------------------------- | --------------------------------------------- |
| Светски рекорд                                    | Харолд Коноли                                 | Сједињене Државе                              | 70,67                                         | Олштин, Пољска                                | 21. јул 1962.                                 |
| Европски рекорд                                   | Михаил Кривоносов                             | СССР                                          | 67,32                                         | Ташкент, СССР                                 | 22. октобар 1956.                             |
| Рекорди европских првенстава                      | Тадеуш Рут                                    | Пољска                                        | 64,78                                         | Стокхолм, Шведска                             | 21. август 1958.                              |
| Рекорди после завршетка Европског првенства 1962. |                                               |                                               |                                               |                                               |                                               |
| Европски рекорд                                   | Ђула Живоцки                                  | Мађарска                                      | 69,64                                         | Београд, Југославија                          | 16. септембар 1962.                           |
| Рекорди европских првенстава                      | Ђула Живоцки                                  | Мађарска                                      | 69,64                                         | Београд, Југославија                          | 16. септембар 1962.                           |
| Рекорди европских првенстава                      | Ђула Живоцки                                  | Мађарска                                      | 66,17                                         | Београд, Југославија                          | 15. септембар 1962.                           |

## Освајачи медаља
|                       |                                   |                                 |
| Ђула Живоцки Мађарска | Алексеј Балтовски Совјетски Савез | Јуриј Бакаринов Совјетски Савез |

## Сатница
| Датум               | Време | Ниво          |
| ------------------- | ----- | ------------- |
| 15. септембар 1962. | 11:40 | Квалификације |
| 16. септембар 1962. | 18:00 | Финале        |

## Квалификациона норма
| 60,00 м |

## Резултати

### Квалификације
Квалификациона норма за улазак у финале била је 62,00 м (КВ) коју је испунила 11 такмичара. Један такмичар пласирао се на основу постигнутог резултата (кв).
| Пласман | Атлетичар          | Земља        | Резултат | Белешке |
| ------- | ------------------ | ------------ | -------- | ------- |
| 1.      | Ђула Живоцки       | Мађарска     | 66,17    | КВ, РЕП |
| 2.      | Јуриј Бакаринов    | СССР         | 64,49    | КВ      |
| 3.      | Sándor Eckschmiedt | Мађарска     | 63,35    | КВ      |
| 4.      | Хајнрих Тун        | Аустрија     | 63,02    | КВ      |
| 5.      | Алексеј Балтовски  | СССР         | 62,92    | КВ      |
| 6.      | Мартин Лоц         | Немачка      | 62,39    | КВ      |
| 7.      | Василиј Руденков   | СССР         | 62,34    | КВ      |
| 8.      | Јозеф Матоушек     | Чехословачка | 62,34    | КВ      |
| 9.      | Olgierd Ciepły     | Пољска       | 62,27    | КВ      |
| 10.     | Манфред Лош        | Немачка      | 62,24    | КВ      |
| 11.     | Ханс Фасл          | Немачка      | 62,10    | КВ      |
| 12.     | Тадеуш Рут         | Пољска       | 61,94    | кв      |
| 13.     | Свере Страндли     | Норвешка     | 61,78    |         |
| 14.     | Калеви Хпрпу       | Финска       | 60,99    |         |
| 15.     | Васил Крумов       | Бугарска     | 60,71    |         |
| 16.     | Биргер Асплунд     | Шведска      | 60,15    |         |
| 17.     | Звонко Безјак      | Југославија  | 59,79    |         |
| 18.     | Рајмзнд Нивињски   | Пољска       | 59,53    |         |
| 19.     | Јозеф Малек        | Чехословачка | 59,15    |         |
| 20.     | Хансриди Јост      | Швајцарска   | 57,95    |         |

### Финале
| Пласман | Атлетичар          | Држава       | Време | Белешке |
| ------- | ------------------ | ------------ | ----- | ------- |
|         | Ђула Живоцки       | Мађарска     | 69,64 | ЕР, РЕП |
|         | Алексеј Балтовски  | СССР         | 66,93 |         |
|         | Јуриј Бакаринов    | СССР         | 66,57 |         |
| 4.      | Хајнрих Тун        | Аустрија     | 65,23 |         |
| 5.      | Olgierd Ciepły     | Пољска       | 64,34 |         |
| 6.      | Василиј Руденков   | СССР         | 63,94 |         |
| 7.      | Јозеф Матоушек     | Чехословачка | 63,52 |         |
| 8.      | Тадеуш Рут         | Пољска       | 62,95 |         |
| 9.      | Ханс Фасл          | Немачка      | 62,30 |         |
| 10.     | Манфред Лош        | Немачка      | 62,09 |         |
| 11.     | Sándor Eckschmiedt | Мађарска     | 60,64 |         |
| 12.     | Мартин Лоц         | Немачка      | 58,84 |         |